# Soni (Nara)
Soni (jap. 曽爾村 Soni-mura) – miasto w Japonii, na wyspie Honsiu, w prefekturze Nara. Według danych na rok 2020 miejscowość zamieszkiwało 1 295 mieszkańców , a gęstość zaludnienia wyniosła 27,1 os./km².